# Saint-Martin-Sainte-Catherine
Saint-Martin-Sainte-Catherine ist eine Gemeinde im Zentralmassiv in Frankreich. Sie gehört zur Region Nouvelle-Aquitaine, zum Département Creuse, zum Arrondissement Guéret und zum Kanton Bourganeuf.

## Geographie
Sie grenzt im Norden an Les Billanges, im Osten an Saint-Pierre-Chérignat, im Süden an Sauviat-sur-Vige, im Südwesten an Le Châtenet-en-Dognon und im Westen an Saint-Laurent-les-Églises. Zu Saint-Martin-Sainte-Catherine gehören die Dörfer L’Age, Arfeuille, Le Barrat, Beauregard, La Bocèche, Le Bost, Chatreix, Cheyroux, La Croix de Saint-Marc, Drouillas, Pont-des-Lilas, Las Faurias, Fontanillas, Fontléon, Gorceix, Lavaud, Marlhac, Les Mas, Le Masjoubert, Le Ménérol, Moulin-de-Drouillas, Monniers-des-Charbonniers, Puy-l’Epine, Les Quatre Vents, Saint-Martin, La Salesse, Pont de la Salesse, Savenas, La Teyxonnière, Pont de Vige, La Vallade, La Varache und Les Villards.

## Bevölkerungsentwicklung
| Jahr      | 1962 | 1968 | 1975 | 1982 | 1990 | 1999 | 2008 | 2012 |
| --------- | ---- | ---- | ---- | ---- | ---- | ---- | ---- | ---- |
| Einwohner | 786  | 627  | 524  | 483  | 425  | 370  | 354  | 306  |